# Tallud-Sainte-Gemme
Tallud-Sainte-Gemme is een gemeente in het Franse departement Vendée (regio Pays de la Loire) en telt 406 inwoners (2004). De plaats maakt deel uit van het arrondissement Fontenay-le-Comte.

## Geografie
De oppervlakte van Tallud-Sainte-Gemme bedraagt 18,5 km², de bevolkingsdichtheid is 21,9 inwoners per km².
De onderstaande kaart toont de ligging van Tallud-Sainte-Gemme met de belangrijkste infrastructuur en aangrenzende gemeenten.

## Demografie
Onderstaande figuur toont het verloop van het inwonertal (bron: INSEE-tellingen).

1. ↑  Populations de référence 2022.